# アマドコス2世 (オドリュサイ王)
アマドコスまたはアマトコス (ギリシア語: Ἀμάδoκoς, Amadokos, Amatokos) は、オドリュサイのトラキア人の王 (在位: 紀元前360年 - 紀元前351年ごろ)。史学上、父とされるアマドコス1世と区別するためアマドコス2世と呼ばれる。

## 生涯
テオポンポスの断片的に残る記述に拠れば、アマドコス2世はアマドコス1世 (メードコス)の息子である。テオポンポスによれば同じアマドコスという名の王が親子で2人おり、子はマケドニア王ピリッポス2世と同時代人であったといい、これがアマドコス2世であると間接的に考えられる。
アマドコス2世が王位を目指し始めた時期ははっきりしていない。「アマドコス」とコテュス1世が紀元前380年代後半か紀元前370年代前半に争っていたということが貨幣研究から知られているが、これは父アマドコス1世を指している可能性が高い。紀元前360年秋にコテュス1世が暗殺されるとその子のケルソブレプテスが跡を継いだが、アマドコス2世やベリサデスをはじめ何人もの対立者が名乗りを上げた。そのうち何人かはケルソブレプテスに倒されたものの、アマドコス2世とベリサデスはアテナイの支援を受けて対抗し、ケルソブレプテスに王国の分割を受け入れさせた。ケルソブレプテスはトラキア東部を、アマドコス2世がトラキア中部を、ベリサデスがトラキア西部を支配することになった。アマドコス2世の支配領域は、ヘブロス川の西、マロネイアの北に広がっていたと考えられている。スタロセル村のKozi Gramadi Peakにあるトラキア人支配者の要塞化された集落は、アマドコス2世の者であった可能性が高い。紀元前354年もしくは紀元前353年、ケルソブレプテスとピリッポス2世が、連携してアマドコス2世とアテナイを攻めようとしたが失敗した。するとケルソブレプテスはアテナイと同盟を結びなおし、アマドコス2世と引き離したうえで、みずからアマドコス2世を攻めた。しかし今度はピリッポス2世が介入して、紀元前352年にケルソブレプテスを破った。このころ以降、アマドコス2世は歴史上から姿を消した。アマドコス2世の跡を継いだテレス2世 (3世)は、おそらく彼の息子である。